# Sandhawk

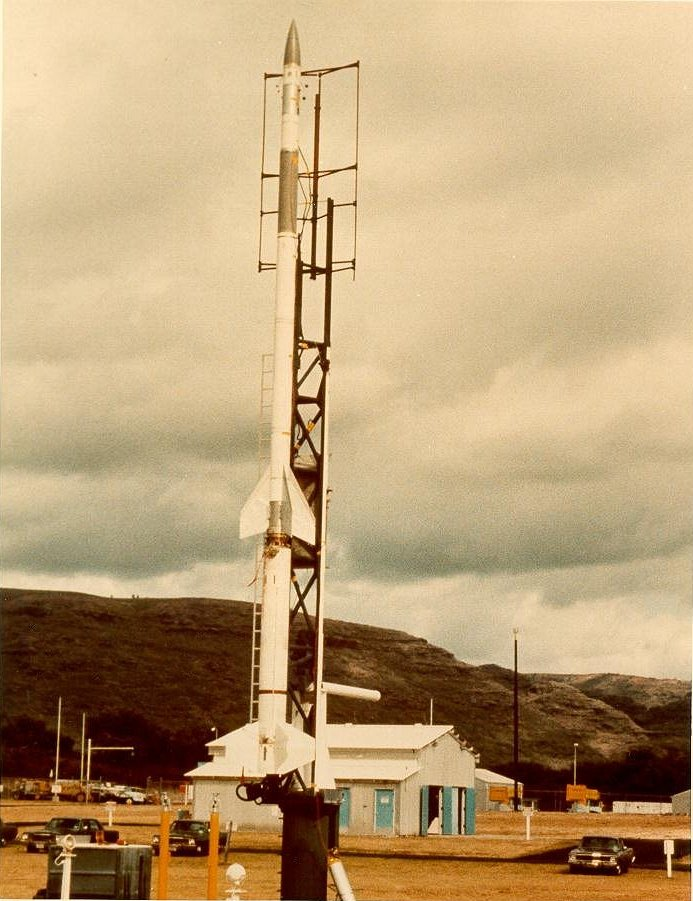
El último Terrier-Sandhawk voló el 12 de septiembre de 1977 desde las instalaciones de pruebas de Kauai en Sandia como experimento de rayos X.

Sandhawk fue un cohete sonda estadounidense inicialmente desarrollado en el Laboratorio Nacional Sandia para su uso en cohetes multietapa para su uso en actividades relacionadas con la Agencia de Energía Atómica, pero acabó siendo usado como cohete monoetapa de prueba y para investigaciones científicas.
Fue lanzado un total de 37 veces con una tasa de éxito del 94,59%. El primero fue lanzado el 10 de agosto de 1966 y el último el 12 de septiembre de 1977.

## Especificaciones
- Apogeo: 200 km
- Empuje en despegue: 80 kN
- Masa total: 700 kg
- Diámetro: 0,33 m
- Longitud: 7,53 m
- Envergadura: 1,35 m